# Leonardo Pettinari
Leonardo Pettinari est un rameur italien, né le 19 avril 1973.

## Palmarès

### Jeux olympiques
- Jeux olympiques d'été de 2000 à Sydney,  Australie
  -  Médaille d'argent deux de coupple poids légers

### Championnats du monde d'aviron
- 1993 à Račice,  République tchèque
  -  Médaille de bronze huit barré
- 1994 à Indianapolis,  États-Unis
  -  Médaille d'or deux de pointe poids légers
- 1995 à Tampere,  Finlande
  -  Médaille d'or quatre de pointe poids légers
- 1997 à Aiguebelette,  France
  -  Médaille d'argent deux de couple poids légers
- 1998 à Cologne,  Allemagne
  -  Médaille d'argent deux de couple poids légers
- 1999 à Saint Catharines,  Canada
  -  Médaille d'or deux de couple poids légers
- 2001 à Lucerne,  Suisse
  -  Médaille d'or deux de couple poids légers
- 2002 à Séville,  Espagne
  -  Médaille d'or deux de couple poids légers
- 2003 à Milan,  Italie
  -  Médaille d'or deux de couple poids légers
- 2007 à Munich,  Allemagne
  -  Médaille d'or quatre de couple poids légers